# 슈퍼 몽키 볼 디럭스
《슈퍼 몽키 볼 디럭스》(Super Monkey Ball Deluxe)는 세가가 발매한 3D 플랫폼 게임이다. 게임큐브로 출시됐던 《슈퍼 몽키 볼》 및 《슈퍼 몽키 볼 2》의 모든 레벨들과 고유 스테이지를 수록한 작품으로, 2005년 3월 플레이스테이션 2와 엑스박스로 출시됐다. 그 외에 다인용으로 즐길 수 있는 파티 미니게임도 포함한다.
2021년 게임 《퍼펙트! 슈퍼 몽키 볼 1&2 리메이크》에 이 게임만의 고유 스테이지가 다시 제작돼 수록됐다.

## 게임플레이
《슈퍼 몽키 볼 디럭스》의 게임 목표는 전작들과 마찬가지로 스테이지 자체를 기울여 캐릭터의 구슬을 목표지점까지 이동하는 것이다.

## 반응
《슈퍼 몽키 볼 디럭스》는 대체적으로 긍정적인 평가를 받았다. 리뷰 애그리게이터 사이트 메타크리틱에선 평균 점수가 엑스박스판이 81/100, 플레이스테이션 2판이 78/100를 기록했다.